# Кабешти (Бакау)
Кабешти (рум. Căbești) насеље је у Румунији у округу Бакау у општини Поду Туркулуј. Oпштина се налази на надморској висини од 192 m.

## Становништво
Према подацима из 2002. године у насељу је живело 869 становника, од којих су сви румунске националности.